# Santa Margherita di Belice rosso
Il Santa Margherita di Belice rosso è un vino a DOC che può essere prodotto nel comune di Santa Margherita di Belice in provincia di Agrigento.

## Vitigni con cui è consentito produrlo
- Nero d'Avola dal 20 al 50%
- Sangiovese e Cabernet Sauvignon, da soli o congiuntamente dal 50 all'80%.
- altri vitigni a bacca rossa, raccomandati e/o autorizzati per la provincia di Agrigento, presenti nei vigneti, da soli o congiuntamente, fino ad un massimo del 15%.

## Caratteristiche organolettiche
- colore: rosso rubino con sfumature granata;
- profumo: vinoso, etereo di particolare finezza;
- sapore: asciutto, leggermente tannico, con buona struttura;

## Produzione
Provincia, stagione, volume in ettolitri